# Lust (film)
För andra betydelser, se Lust (olika betydelser).
Lust är en svensk film från 1994 i regi av Janne Wallin. I rollerna ses bland andra Gerhard Hoberstorfer, Cia Berg och Kjell Bergqvist.

## Handling
Jerrie är en kvinnotjusare som till vardags ansvarar för en krog. När en hemlighetsfull kvinna, Sara, gästar krogen så lägger han in en stöt. Sara besvarar hans närmanden, men hon är olik andra kvinnor som Jerrie träffat och snart är det inte längre Jerrie som bestämmer.

## Produktion och mottagande
Filmens förlaga var romanen Lust av Bruno Lundgren (1988), vilken omarbetades till filmmanus av Wallin tillsammans med Ingela Ekwall. Inspelningen ägde rum mellan september och november 1993 i Stockholm, Stockholms skärgård, på Arlanda och i New York. Fotograf var Lennart Peters och klippare Eva Mattson. Filmen premiärvisades den 2 september 1994 på ett flertal biografer runt om i Sverige. Den gavs ut på video 1995 och visades av TV4 1998.
Filmen fick mycket dålig kritik och togs ned från biograferna efter endast två veckor.

## Rollista
- Gerhard Hoberstorfer – Jerrie Lund
- Cia Berg – Sara Andersson
- Kjell Bergqvist – Tommy Andersson, Saras man
- Robert Gustafsson – Uffe, kock
- Johan Paulsen – Dabo
- Jacqueline Ramel – Alice
- Christina Frambäck – Jerries mor
- Kerstin Hellström	– Marie
- Åsa Göransson – Tommys syster
- Annika Westerhult – flickan
- Christer Söderlund – grannen
- Gloria Falzer	– Mary, hotellreceptionisten i New York
- Margareta Pettersson – Maggan, kallskänkan
- Elisabeth von Gerber – telefonröst